# Canadá en los Juegos Olímpicos de Ámsterdam 1928
Canadá estuvo representado en los Juegos Olímpicos de Ámsterdam 1928 por un total de 69 deportistas que compitieron en 8 deportes.  
El portador de la bandera en la ceremonia de apertura fue el remero Joseph Wright.

## Medallistas
El equipo olímpico canadiense obtuvo las siguientes medallas:
| Nombre | Deporte     | Competición              |
| --- | ----------- | ------------------------ |
| Oro |             |                          |
| Percy Williams | Atletismo   | 100 m M                  |
| Percy Williams | Atletismo   | 200 m M                  |
| Ethel Catherwood | Atletismo   | Salto de altura F        |
| Jane Bell Myrtle Cook Fanny Rosenfeld Ethel Smith                                                                           | Atletismo   | 4 × 100 m F              |
| Plata |             |                          |
| James Ball | Atletismo   | 400 m M                  |
| Fanny Rosenfeld | Atletismo   | 100 m F                  |
| Donald Stockton | Lucha libre | 79 kg M                  |
| Jack Guest Joseph Wright | Remo        | Doble scull (M2x) M      |
| Bronce |             |                          |
| James Ball | Atletismo   | 4 × 400 m M              |
| Ethel Smith | Atletismo   | 100 m F                  |
| Raymond Smillie | Boxeo       | Wélter (66,7 kg) M       |
| James Trifunov | Lucha libre | 56 kg M                  |
| Maurice Letchford | Lucha libre | 72 kg M                  |
| Garnet Ault Munroe Bourne Walter Spence James Thompson                                                                      | Natación    | 4 × 200 m libre M        |
| John Donnelly Frank Fiddes John Hand Frederick Hedges Athol Meech Jack Murdoch Edgar Norris Herbert Richardson William Ross | Remo        | Ocho con timonel (M8+) M |